# Juger Pétain
Juger Pétain est une série documentaire française en quatre épisodes de cinquante-six minutes réalisée par Philippe Saada, diffusé sur la chaîne Planète+ les 16 et 23 avril 2015 et du 8 au 22 novembre 2015 sur France 5.
La série rend hommage à son producteur Denis Poncet, décédé quelques mois avant la diffusion.

## Synopsis
Divisé en quatre actes, Juger Pétain retrace le procès du maréchal Philippe Pétain, à travers les protagonistes, que ce soit les correspondants tels qu'Albert Camus et Joseph Kessel, les témoins (Léon Blum, Albert Lebrun, Paul Reynaud, Pierre Laval), ainsi que les avocats du maréchal et le président du tribunal, mais aussi trente années de l'Histoire de France.

## Vidéographie
Juger Pétain est sorti en DVD le 25 novembre 2015, édité par France Télévisions Distribution.

## Adaptations
Le documentaire est adapté en un album de bande dessinée publié le 9 septembre 2015 par Glénat,.